# Trochosippa obscura
Trochosippa obscura är en spindelart som först beskrevs av Cândido Firmino de Mello-Leitão 1943.  
Trochosippa obscura ingår i släktet Trochosippa och familjen vargspindlar. Inga underarter finns listade i Catalogue of Life.